# Tofteryds socken
Tofteryds socken i Småland ingick i Östbo härad (före 1876 också en del i Västra härad) i Finnveden, en del bildade 1952 Skillingaryds köping och hela området ingår sedan 1971 i Vaggeryds kommun i Jönköpings län och motsvarar från 2016 Tofteryds distrikt. 
Socknens areal är 125,67 kvadratkilometer, varav land 122,53. År 2000 fanns här 4 243 invånare. Tätorten Skillingaryd samt kyrkbyn Tofteryd med sockenkyrkan Tofteryds kyrka ligger i socknen. 

## Administrativ historik
Tofteryds socken har medeltida ursprung.
Före 1876 hörde 3 3/4 mantal Hendriksbo, Hult, Skog, Snuddebo och Torp till Svenarums jordebokssocken i Västra härad.
Vid kommunreformen 1862 övergick socknens ansvar för de kyrkliga frågorna till Tofteryds församling och för de borgerliga frågorna till Tofteryds landskommun.  Landskommunen delades sedan upp 1952 i en del som blev till Skillingaryds köping (som tidigare varit en del i landskommunen) och en del som övergick till Klevshults landskommun. 1971 uppgick båda dessa kommuner i Vaggeryds kommun. Församlingen uppgick 2014 i Skillingaryds församling.
1 januari 2016 inrättades distriktet Tofteryd, med samma omfattning som församlingen hade 1999/2000.  
Socknen har tillhört samma fögderier och domsagor som Östbo härad. De indelta soldaterna tillhörde Jönköpings regemente, Mo härads kompani och Smålands grenadjärkår, Jönköpings kompani.

## Geografi
Tofteryds socken korsas i väster av Lagan och har Linnesjön i söder. Socknen är en småkuperad skogstrakt med flera mindre mossar och med barrskogsbevuxna sandmoar i väster.

## Fornlämningar
Tre hällkistor från stenåldern och ett 30-tal gravrösen från bronsåldern samt ett 20-tal järnåldersgravfält finns här.

## Namnet
Namnet (1290 Toptryth), taget från kyrkbyn, innehåller förledet toft, tomt, och efterledet ryd, röjning.

### Fotnoter
1. 1 2 3  Svensk Uppslagsbok andra upplagan 1947–1955: Tofteryd socken
2. 1 2  Harlén, Hans; Harlén Eivy (2003). Sverige från A till Ö: geografisk-historisk uppslagsbok. Stockholm: Kommentus. Libris 9337075. ISBN 91-7345-139-8
3. ↑  ”Församlingar”. Statistiska centralbyrån. https://www.scb.se/hitta-statistik/regional-statistik-och-kartor/regionala-indelningar/forsamlingar/. Läst 30 december 2022.
4. ↑  Administrativ historik för Tofteryd socken (Klicka på församlingsposten). Källa: Nationella arkivdatabasen, Riksarkivet.
5. ↑  Indelta soldater, torp och rotar i Jönköpings län Arkiverad 24 januari 2012 hämtat från the Wayback Machine. Jönköpingsbygdens Genealogiska Förening
6. 1 2  Sjögren, Otto (1931). Sverige geografisk beskrivning del 2 Östergötlands, Jönköpings, Kronobergs, Kalmar och Gotlands län. Stockholm: Wahlström & Widstrand. Libris 9939
7. 1 2 3  Nationalencyklopedin
8. ↑  Fornlämningar, Statens historiska museum: Tofteryds socken
9. ↑  Fornminnesregistret, Riksantikvarieämbetet: Tofteryds socken Fornminnen i socknen erhålls på kartan genom att skriva in sockennamn (utan "socken") i "Ange geografiskt område"